# 類延峰

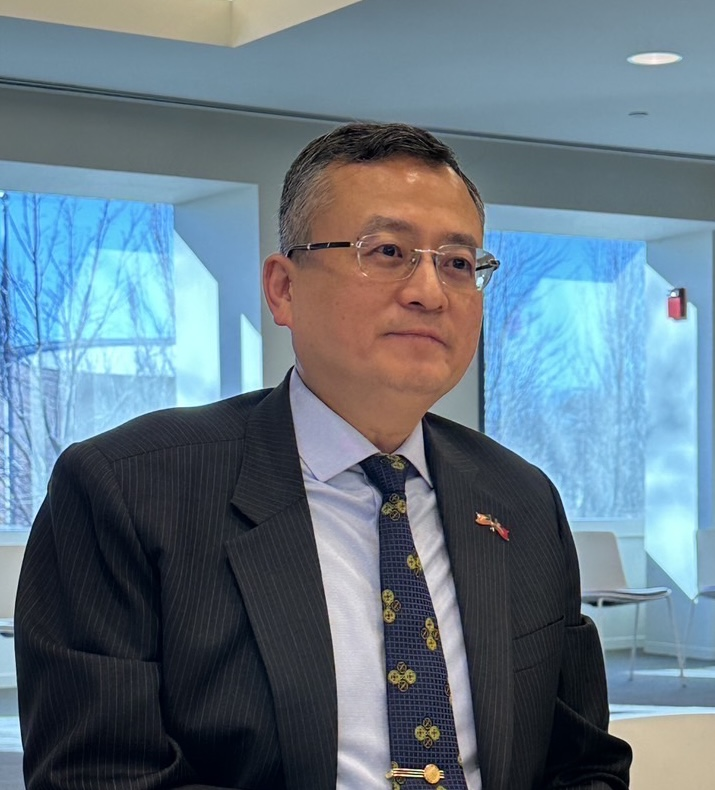
2025年攝於美國芝加哥

類延峰，中華民國外交官。

## 學歷
- 國立中央大學英美語文學系學士（1994年）
- 國立政治大學外交研究所（1997年－2000年）
- 巴黎政治学院培訓班結業（1998年）
- 外交領事人員考試及格（2000年）
- 牛津大学外交人員培訓班結業（2000年－2001年）
- 哈佛大学肯尼迪政府学院研究員（2013年）
- 新加坡国立大学李光耀公共政策学院公共政策與管理學系碩士（2013年）

## 經歷
- 外交部國際組織司薦任科員（2001年－2003年）
- 駐美國臺北經濟文化代表處領務組三等秘書（2003年－2004年）
- 駐美國臺北經濟文化代表處政治組三等秘書、二等秘書（2004年－2009年）
- 外交部部長辦公室二等秘書回部辦事（2009年－2010年）
- 外交部國際組織司專案小組組長（2010年）
- 外交部國際組織司科長（2010年－2012年）
- 外交部研究設計會薦任秘書（2013年）
- 駐澳大利亞臺北經濟文化辦事處一等秘書（2014年－2016年）
- 駐澳大利亞臺北經濟文化辦事處副參事（2017年－2019年）
- 外交部國際組織司專門委員（2020年）
- 外交部亞東太平洋司專門委員（2020年－2022年）
- 外交部領事事務局臺灣桃園國際機場辦事處主任（2022年－2023年）
- 駐芝加哥臺北經濟文化辦事處總領事銜處長（2023年－）[註 1]

| 外交職務    | 外交職務                         | 外交職務 |
| ----------- | -------------------------------- | -------- |
| 前任： 姜森 | 中華民國駐芝加哥處長 2023年7月－ | 繼任： ' |

## 外部連結
- 類延峰. . 公務出國報告資訊網. 2013年9月4日  [2023年7月31日]. （原始内容存档于2023年7月31日）.